# Kelvin Atkinson
Kelvin Atkinson (* 8. April 1969 in Chicago) ist ein US-amerikanischer Politiker der Demokratischen Partei.

## Leben
Atkinson studierte an der Howard University. Von 2002 bis 2012 war er Abgeordneter der Nevada Assembly. Seit 2012 ist er Senator im Senat von Nevada. Im April 2013 outete er sich in einer Debatte zur Eheöffnung für gleichgeschlechtliche Paare im Senat von Nevada als homosexuell. Atkinson wohnt in North Las Vegas, Nevada.